# Junk Head
Junk Head (ジャンク・ヘッド?) este un film japonez de animație științifico-fantastic post-apocaliptic din 2017, scris și regizat de Takehide Hori, bazat pe scurtmetrajul său din 2013 Junk Head 1. Filmul este format din aproximativ 140.000 de fotografii stop-motion și durează 101 minute. Povestea are loc într-o lume a viitorului îndepărtat în care oamenii beneficiază de longevitate, dar și-au pierdut fertilitatea și sunt aproape de extincție din cauza declinului populației.
Regizorul Guillermo del Toro a avut o recenzie pozitivă a filmului care a câștigat trei premii. Regizorul Hori a afirmat că face parte dintr-o trilogie.

## Rezumat
Povestea are loc într-o lume a viitorului îndepărtat în care oamenii beneficiază de longevitate, dar și-au pierdut fertilitatea și sunt aproape de extincție din cauza declinului populației. Protagonistul, un explorator cyborg, intră într-o lume subterană în care trăiesc specii create artificial. Misiunea sa este de a cerceta secretele reproducerii acestor specii. Cu timpul, este clar că lumea subterană este un fel de distopie în care monștrii periculoși se plimbă sau organizează ambuscade și că speciile inteligente create artificial au dezvoltat o societate unică. Povestea se termină într-un mod neașteptat. 
Regizorul Hori a afirmat că filmul este prima parte a unei trilogii.

## Primire
Pe Rotten Tomatoes, filmul are o evaluare generală de 100% „proaspăt” pe baza a 16 recenzii.

## Premii
Filmul a câștigat premiul pentru cel mai bun lungmetraj animat la Festivalul Internațional de Film Fantasia din 2017. Regizorul Hori a câștigat premiul pentru cel mai bun regizor al unui lungmetraj new wave la Festivalul Fantastic (Fantastic Festival) din 2017. 
A câștigat Barza de Aur în competiția internațională la categoria film de animație în cadrul Festivalului European de Film Fantastic de la Strasbourg.